# Breznița-Motru
Breznița-Motru è un comune della Romania di 1689 abitanti, ubicato nel distretto di Mehedinți, nella regione storica dell'Oltenia. 
Il comune è formato dall'unione di 7 villaggi: Breznița-Motru, Cosovăț, Deleni, Făuroaia, Plai, Tălăpanu, Valea Teiului.